# Naturschutzgebiet Rotthäuser Bachtal

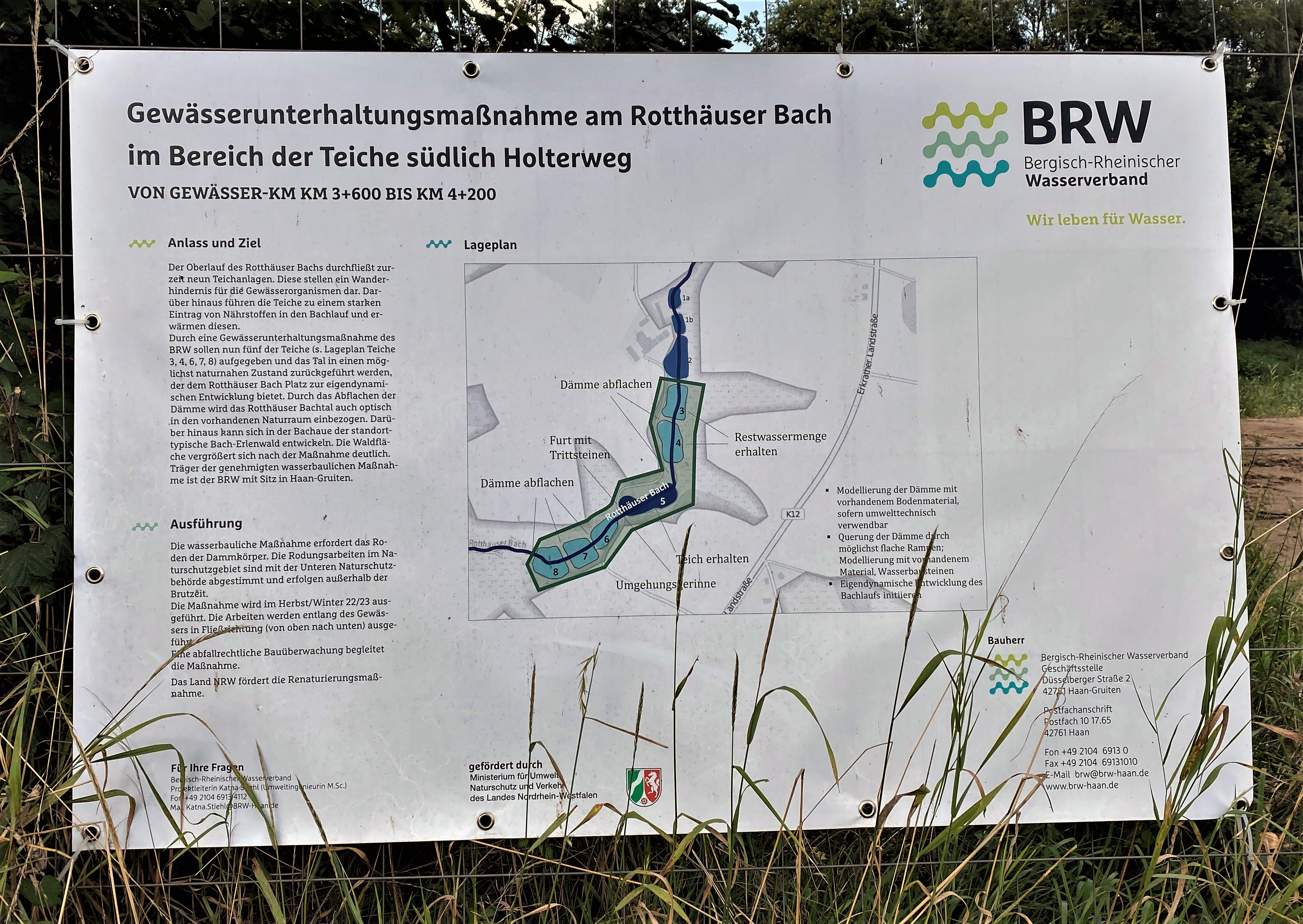
Renaturierung des oberen Rotthäuser Bachtales

Das Naturschutzgebiet Rotthäuser Bachtal liegt auf dem Gebiet der kreisfreien Stadt Düsseldorf in Nordrhein-Westfalen.
Das Gebiet erstreckt sich nordöstlich der Kernstadt von Düsseldorf und von Gerresheim entlang des Rotthäuser Baches. Nördlich des Gebietes verläuft die B 7 und östlich verlaufen die Kreisstraße K 12 und die A 3. Südlich grenzt auf dem Gebiet der Stadt Erkrath im Kreis Mettmann das 74 ha große Naturschutzgebiet Morper Bachtal (Kennung ME-006) an.

## Beschreibung
Das etwa 107,9 ha große Gebiet wurde im Jahr 1984 unter der Schlüsselnummer D-004 unter Naturschutz gestellt.
Das Informationssystem des Landesamtes für Natur, Umwelt und Verbraucherschutz in NRW beschreibt das Gebiet wie folgt:

„Der Rotthäuser Bach ist im Norden und Süden des Gebietes zu einer Kette von insgesamt 20 kleineren und größeren Teichen aufgestaut. Die größeren Teiche weisen teilweise Flachufer mit ausgedehntem Röhricht auf. Die kleineren Teiche haben überwiegend ein Steilufer. In aufgelassenen Teichen haben sich Röhrichte entwickelt.
Der Rotthäuser Bach ist begradigt und eingetieft. Im Zentrum des Tals durchfließt er ausgedehnte Schilfröhrichte, in denen sich das Drüsige Springkraut stark ausbreitet. Kleinflächig sind im Talgrund Feuchtwiesen, Hochstaudenfluren und Seggenrieder anzutreffen. Auf den steilen Osthängen des Bachtals und in den meist trockenen Seitentälchen erstrecken sich ausgedehnte bodensaure Hainsimsen-Buchenwälder, denen z. T. stärker Stieleiche beigemischt ist. Daneben finden sich Birkenwälder und ein kleiner Roteichenbestand. An den quelligen Hangfüßen finden sich als schmaler Saum zwischen Röhricht und Buchenwald ein Erlenwald bzw. Grauerlengebüsch. Im nördlichen Teil des Bachtals werden die weniger steilen Seitentälchen als Wiesen und Schafweiden genutzt, teilweise sind diese brachgefallen. Entlang der Teiche wächst hier ein Pappelbestand.
Der Koppelsbach ist der nördliche Zufluss zum Rotthäuser Bach. In seinem engen Bachtal und den Seitentälchen wachsen bachbegleitende Erlenwälder mit einem großen Vorkommen des Riesen-Schachtelhalms im Kontakt mit quellig durchsickerten Grauweidengebüschen, Röhricht und Seggenriedern. In den trockengefallenen Teichen im Süden des Koppelsbaches kommen große Bestände der Rispenseggen vor. An den Hängen wachsen Buchen- und Buchen-Eichen-Wälder, in kleinerem Umfang Roteichen und Fichten.
Über dem nordwestlichen Abschnitt des Bachtals verläuft eine Hochspannungsleitung, unter der ausgedehnte Gebüsche wachsen. Die Seitentälchen sind auf den Höhen von artenarmen Honiggras-Wiesen, Pferdeweiden, einer jüngeren Obstwiese sowie einer Aufforstung umgeben. Die besondere Bedeutung des Gebietes liegt in dem Vorkommen von ausgedehnten alt- und totholzreichen bodensauren Buchenwäldern (FFH-Lebensraumtyp) mit einem guten bis hervorragenden Erhaltungszustand sowie in dem Vorkommen von gut charakterisierten bachbegleitenden Erlen-Eschenwälder (prioritärer FFH-Lebensraumtyp) mit einem großen Bestand der Rote Liste-Art Riesenschachtelhalm. Die großen Schilfflächen in enger Verzahnung mit Teichen, Seggenriedern, Feuchtwiesen und Weidengebüschen bieten Wasserralle, Teichrohrsänger, Rohrammer, Feldschwirl und Sumpfrohrsänger und dem Eisvogel einen geeigneten Lebensraum. Die Teiche und Tümpel bieten, sofern sie ohne Fischbesatz sind, idealen Laichplatz für Amphibien und Reproduktionshabitat für Libellen.
Das Bachtal ist mit seiner vielfältigen, strukturreichen Biotopausstattung typisch für Täler am Westrand des Bergischen Landes Für den landesweiten Biotopverbund hat das Gebiet als Bindeglied zwischen Lösslandschaft und Mittelgebirge Bedeutung innerhalb des Rheinterrassen-Korridors. Im regionalen Biotopverbund steht es in Wechselwirkung mit den Naturschutzgebieten der Düsselaue.“

2022/23 wurde am oberen Rotthäuser Bach eine Renaturierungsmaßnahme durchgeführt, indem einige der Teiche zurückgebaut, Dämme, Ufer und Teichüberläufe abgeflacht und naturnaher gestaltet wurden.

## Bedeutung
Im Bereich des Naturschutzgebietes „Rotthäuser Bachtal“ kommen folgende FFH-Lebensräume vor:
- Hainsimsen-Buchenwald,
- Feuchte Hochstaudenfluren und
- Erlen-Eschen- und Weichholz-Auenwälder.

Das Gebiet hat darüber hinaus im Gebietsnetz
Natura 2000 Bedeutung für:
- Teichrohrsänger
- Eisvogel
- Schwarzspecht
- Wespenbussard

Das NSG Rotthäuser Bachtal ist gemeinsam mit dem Erkrather Naturschutzgebiet Morper Bachtal (Kennung ME-006) in das Natura 2000 Biotopnetz eingebunden worden. Die Gesamtfläche beträgt 182 ha.

## Wanderwege
Die Wanderwege Rund um Düsseldorf (Kreis mit D) und Raute 3 führen von Abshof/Schäpershof im Norden durch das Rotthäuser Bachtal und weiter durch das Morper Bachtal bis Haus Morp. Durch das Koppelsbachtal und das obere Rotthäuser Bachtal führen keine markierten Wege.

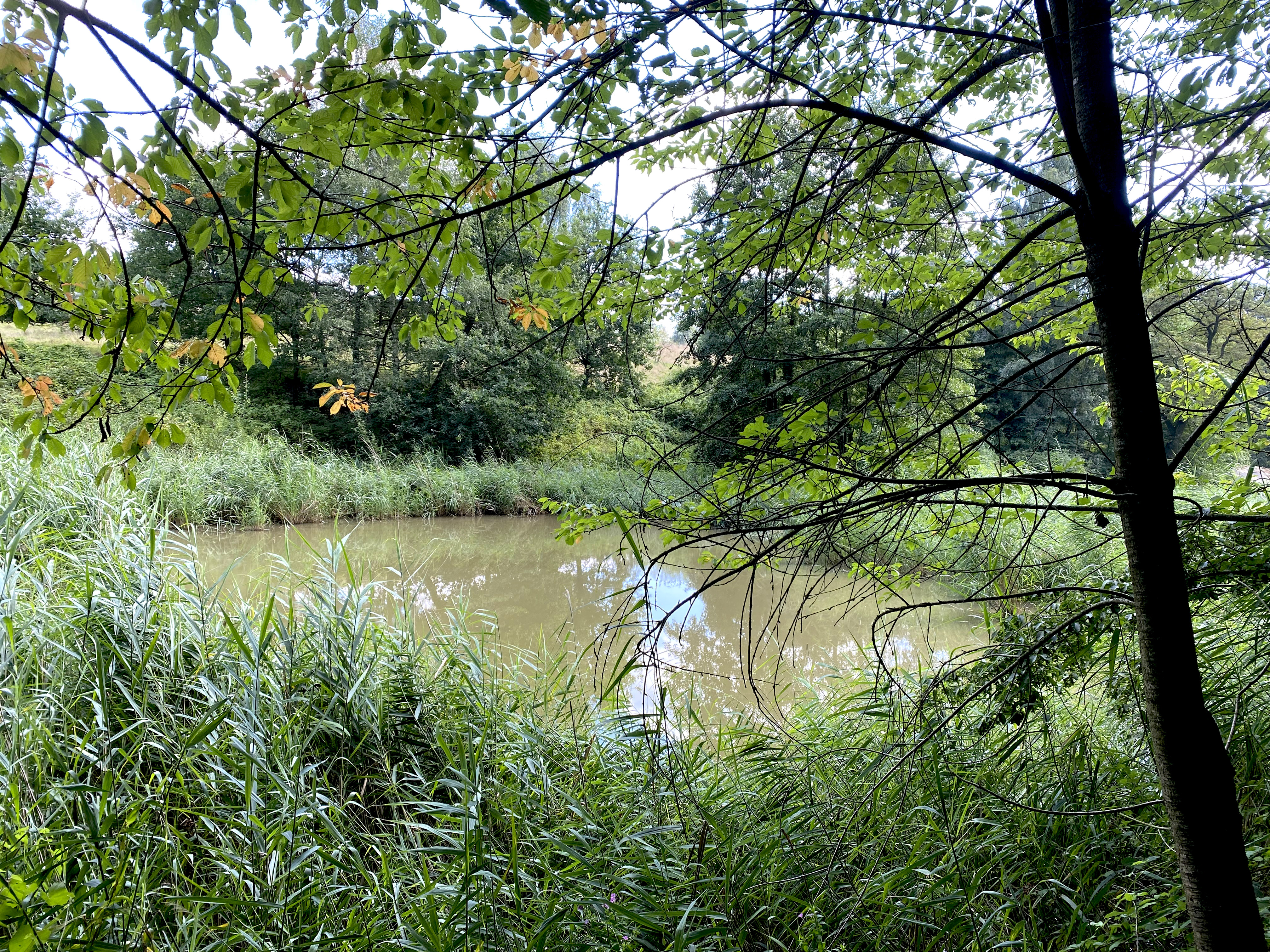
Teich mit Röhricht südl. Holt
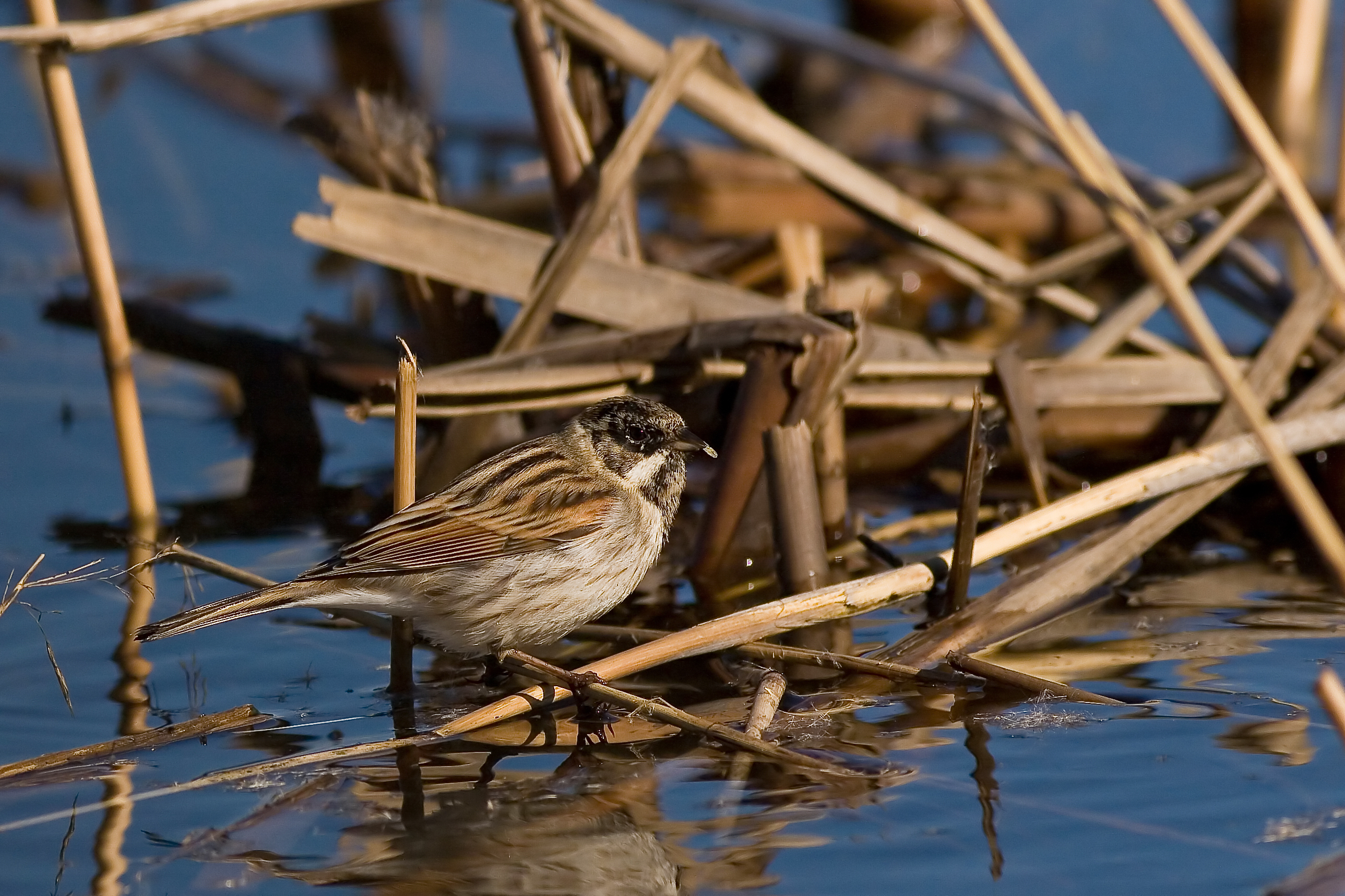
Rohrammer – heimisch im NSG
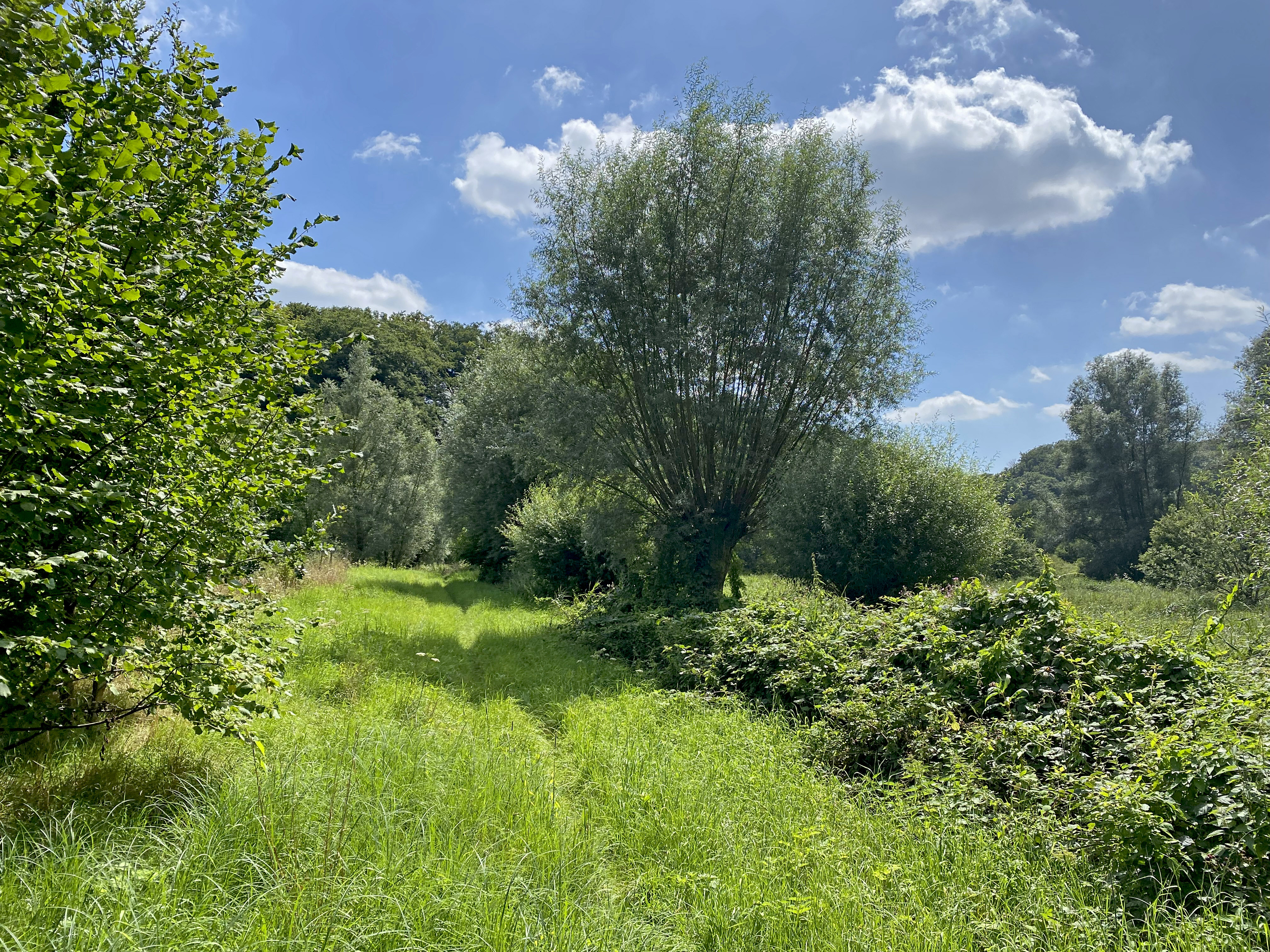
Landschaftsmosaik im unteren Koppelsbachtal
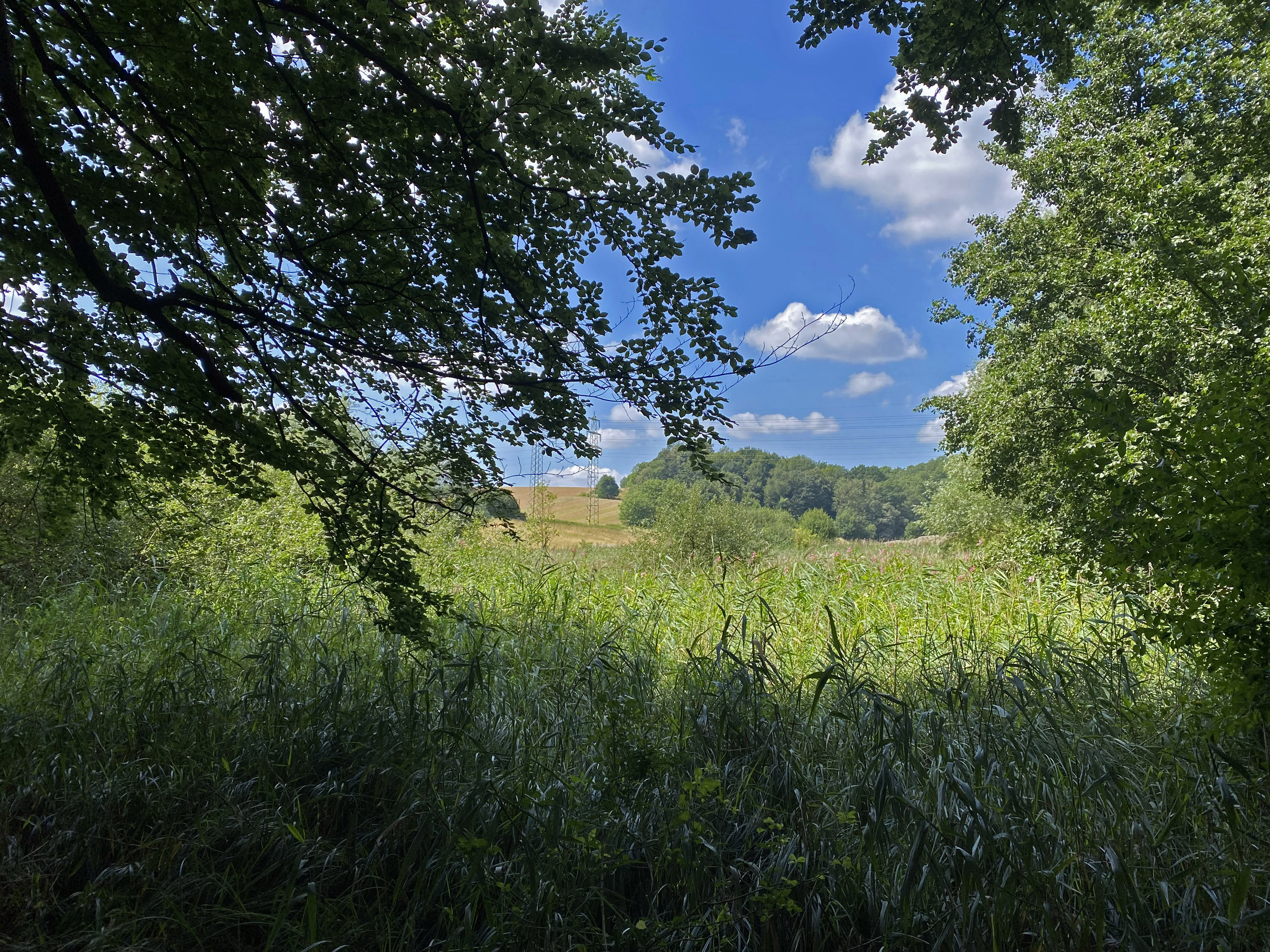
Große Röhrichtbestände in der Talaue zw. Abshof und Rotthaus – Blick zum westl. Hang
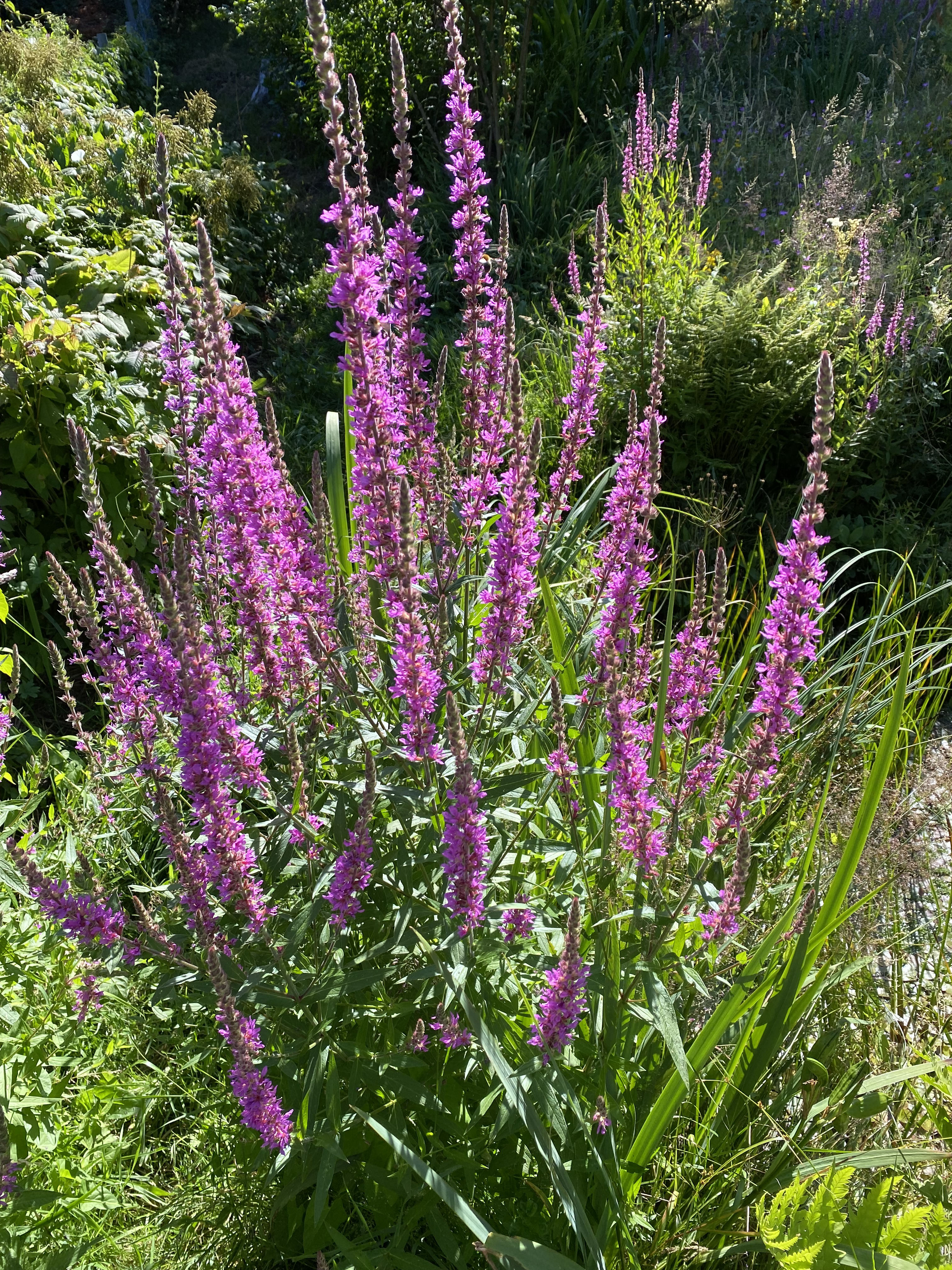
Blutweiderich – Insektenmagnet in der Hochstaudenflur
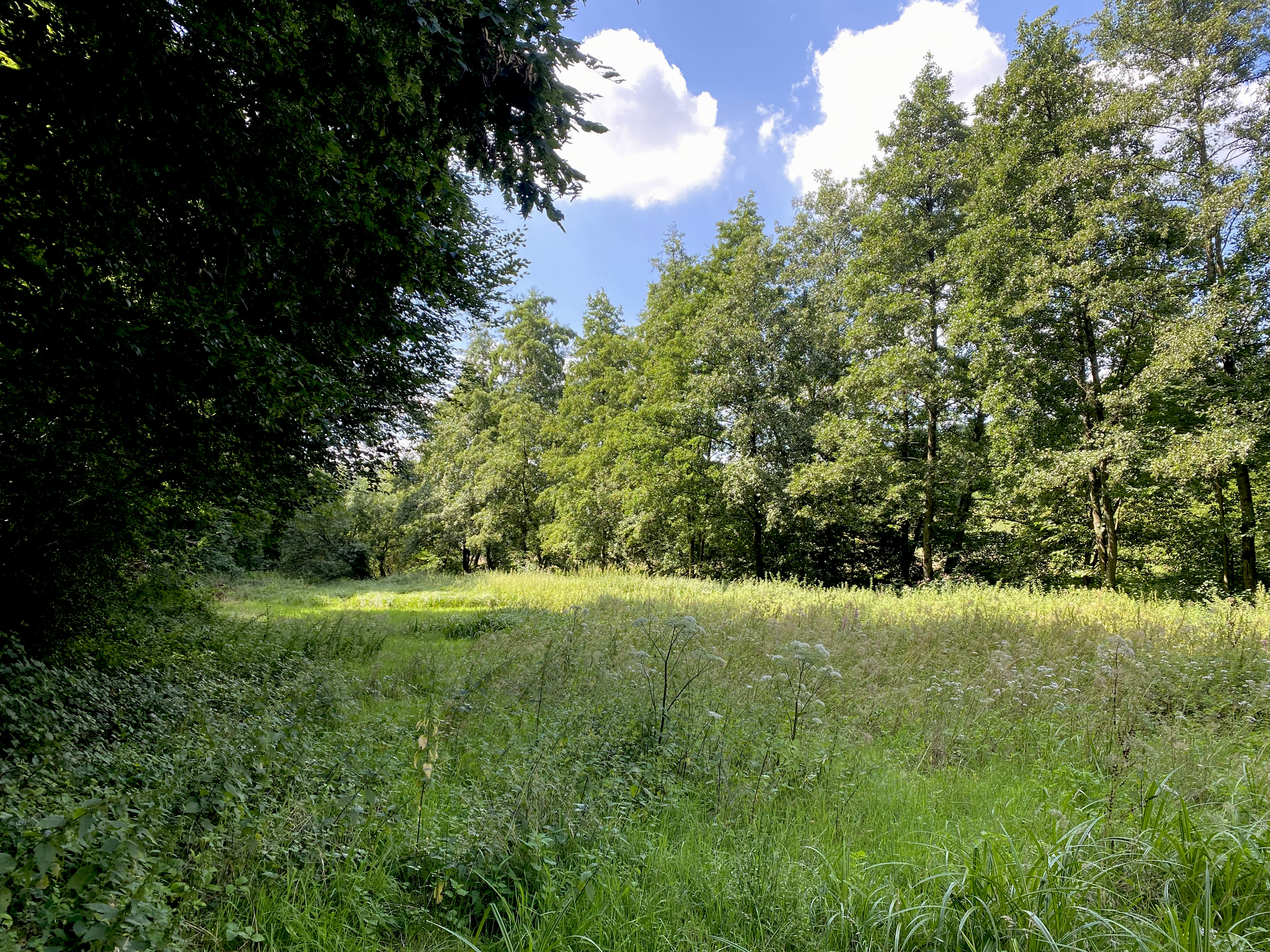
Rotthäuser Bach mit Uferbegleitgehölz und seggenreicher Feuchtwiese
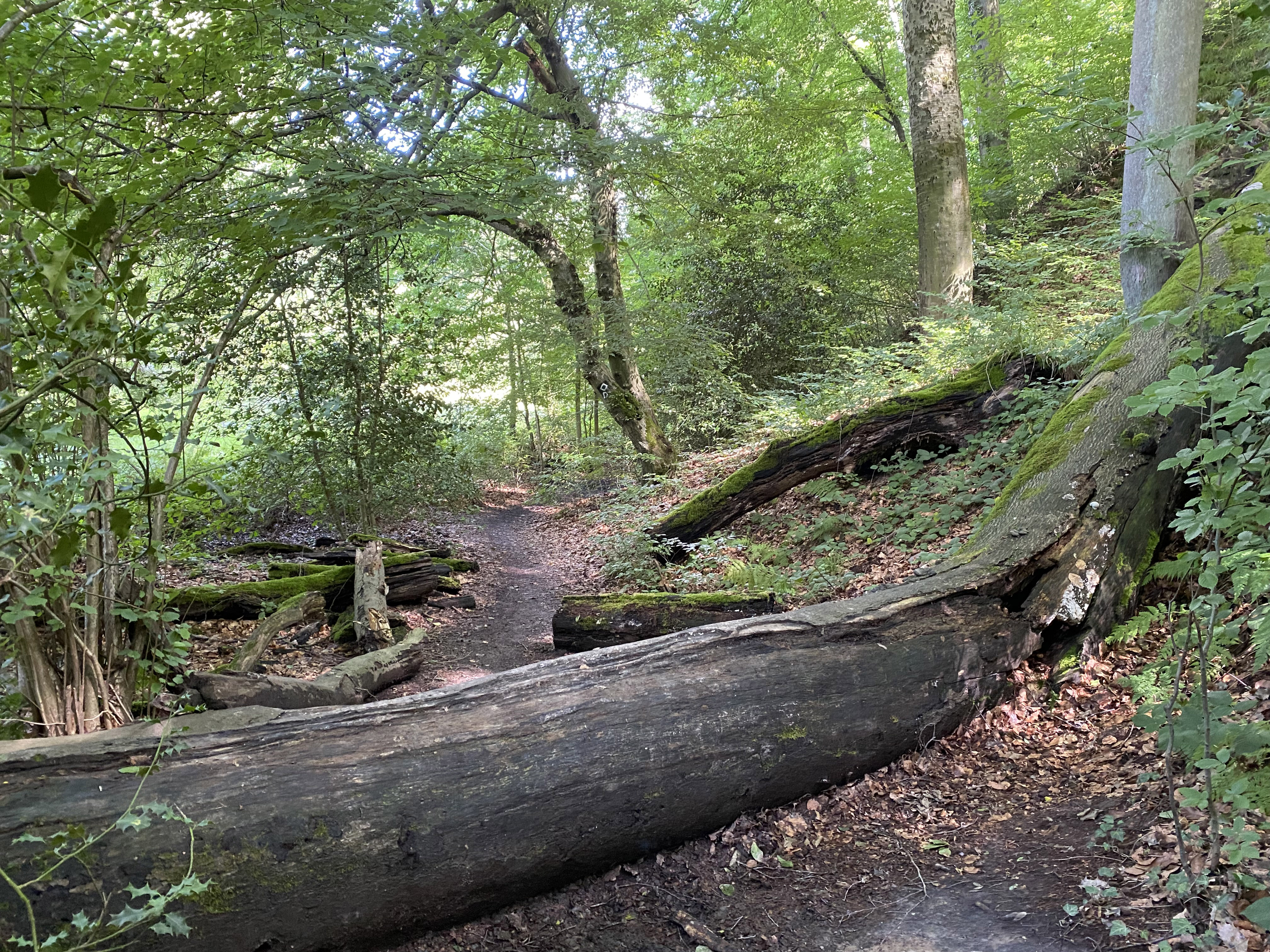
Totholz im NSG
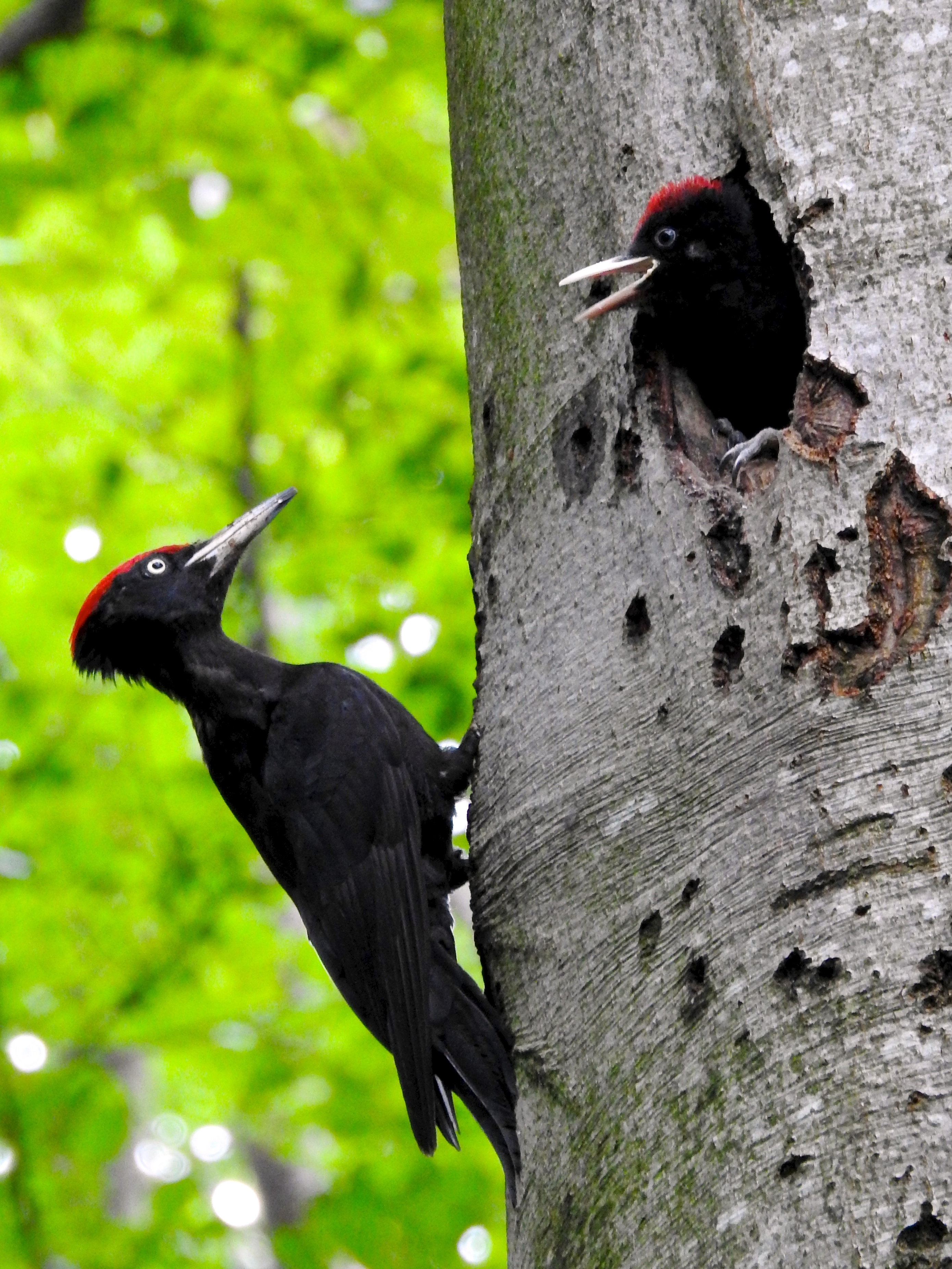
Schwarzspecht am Nest
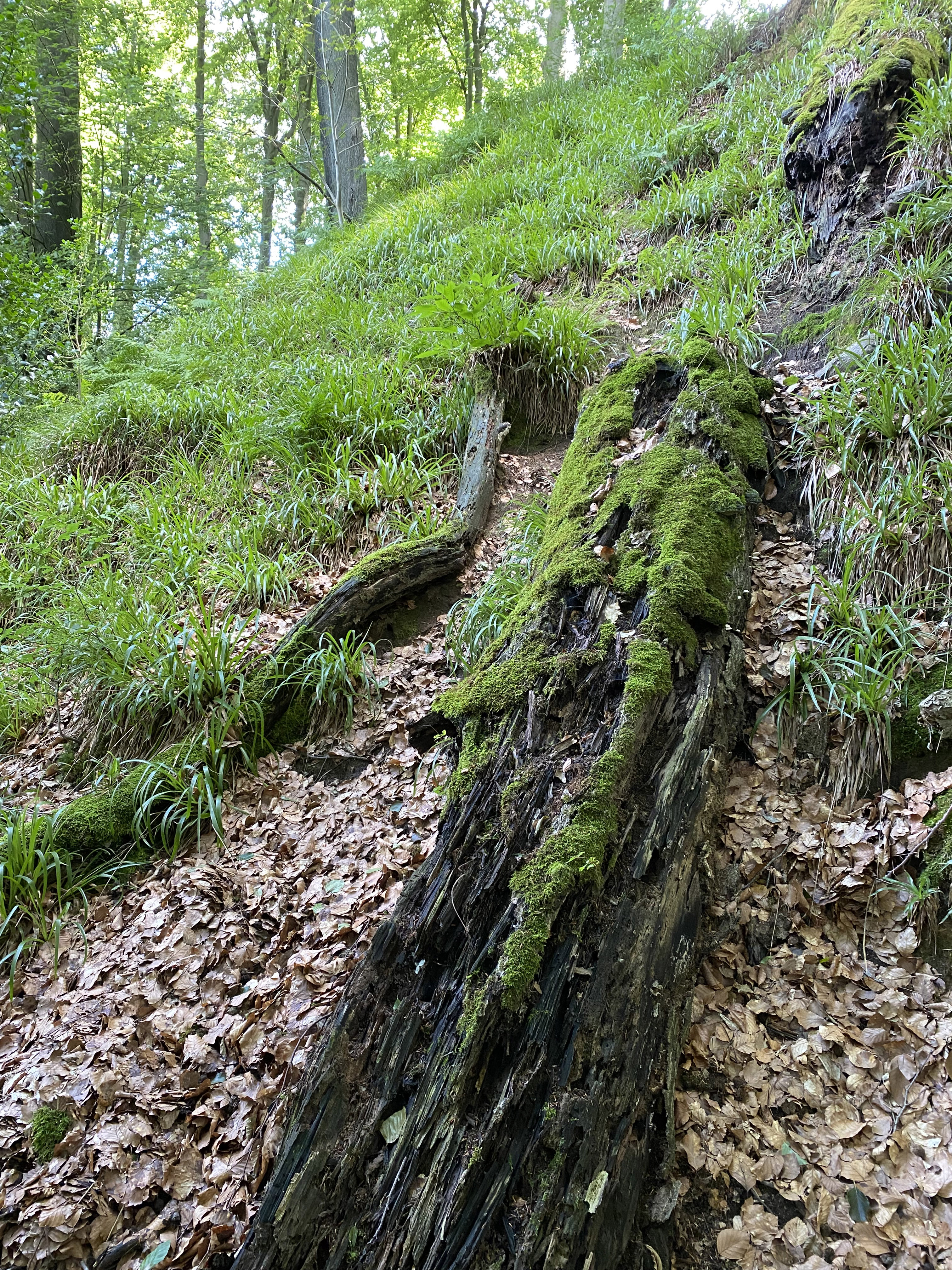
Hainsimsen-Buchenwald mit Totholz am östl. Steilhang
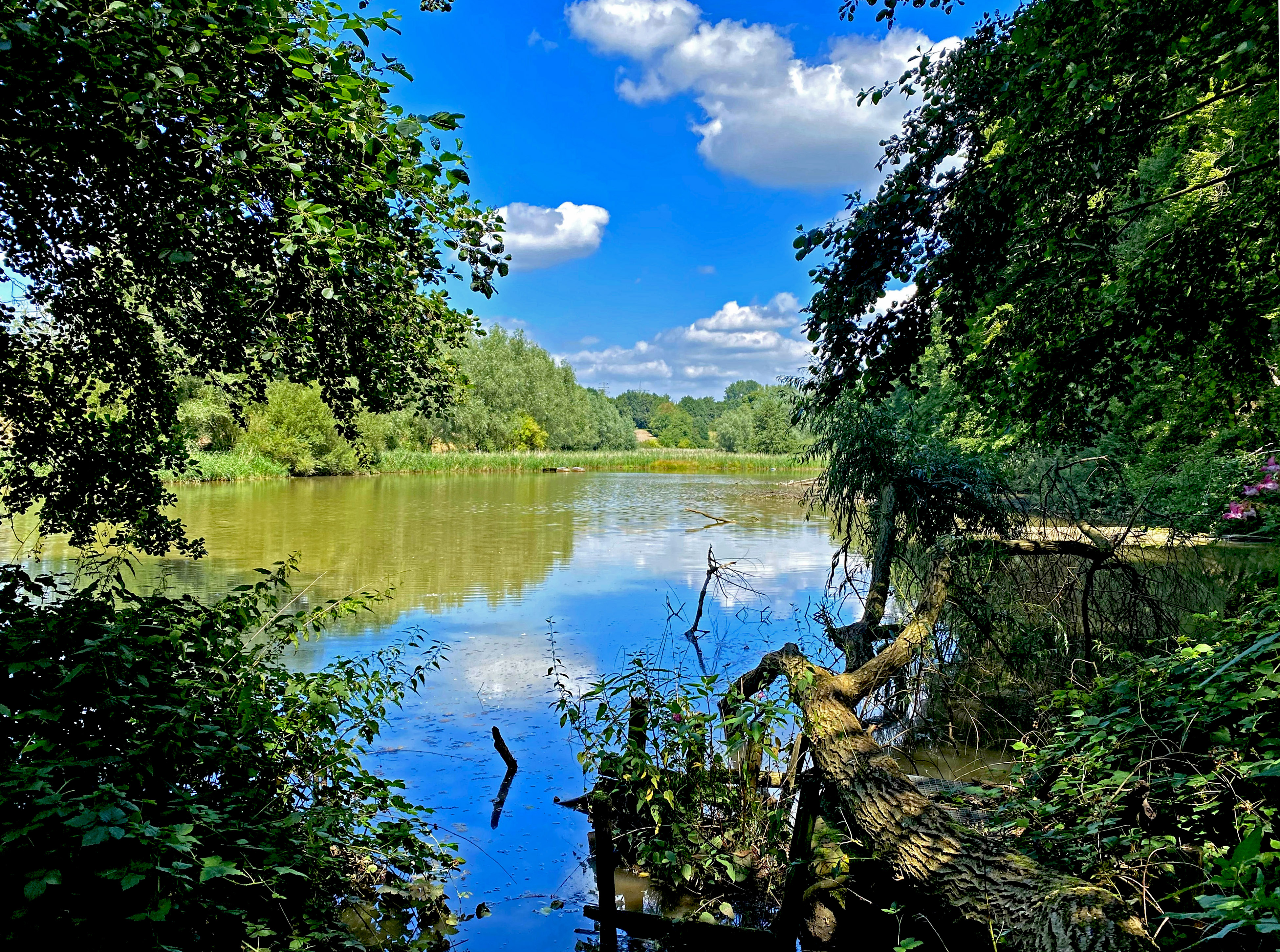
Großer Teich bei Rotthaus
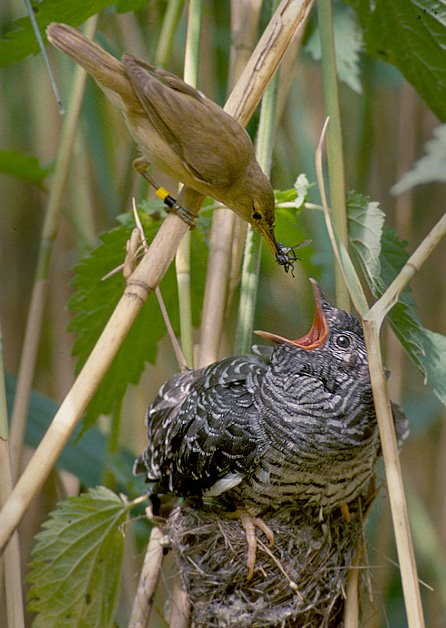
Teichrohrsänger füttert Kuckuck
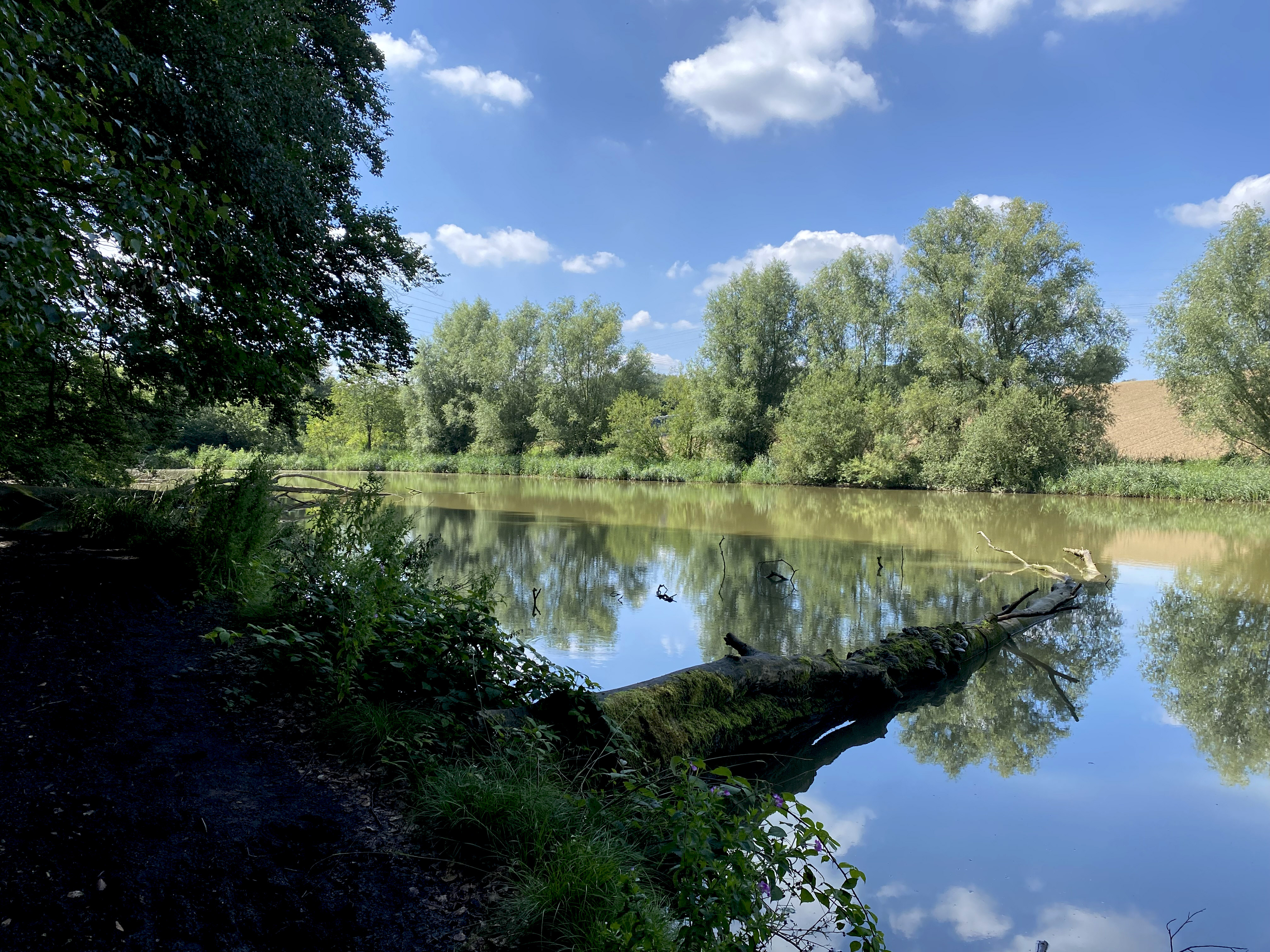
Teich mit Totholz bei Rotthaus
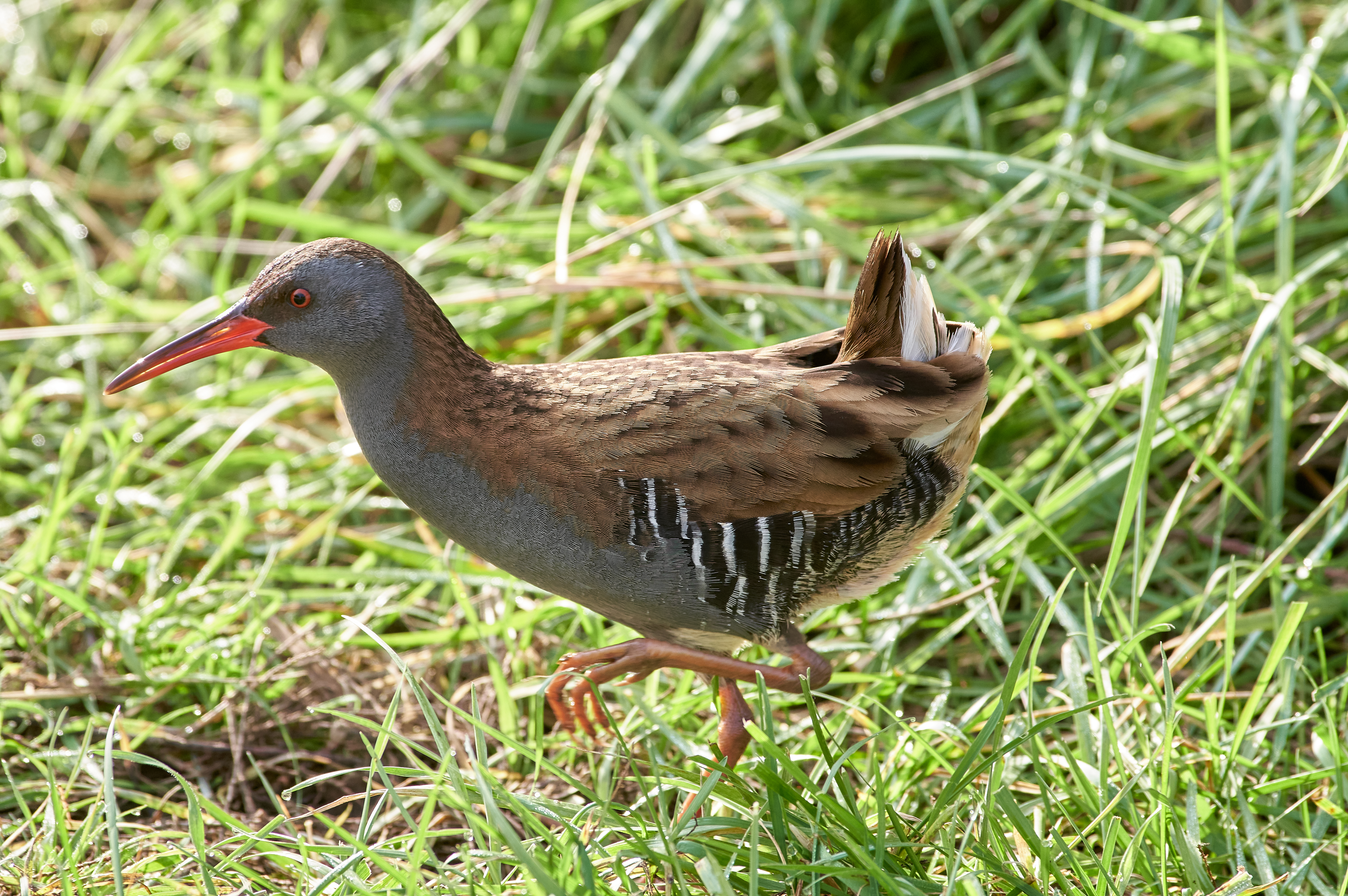
Wasserralle (Rallus aquaticus)
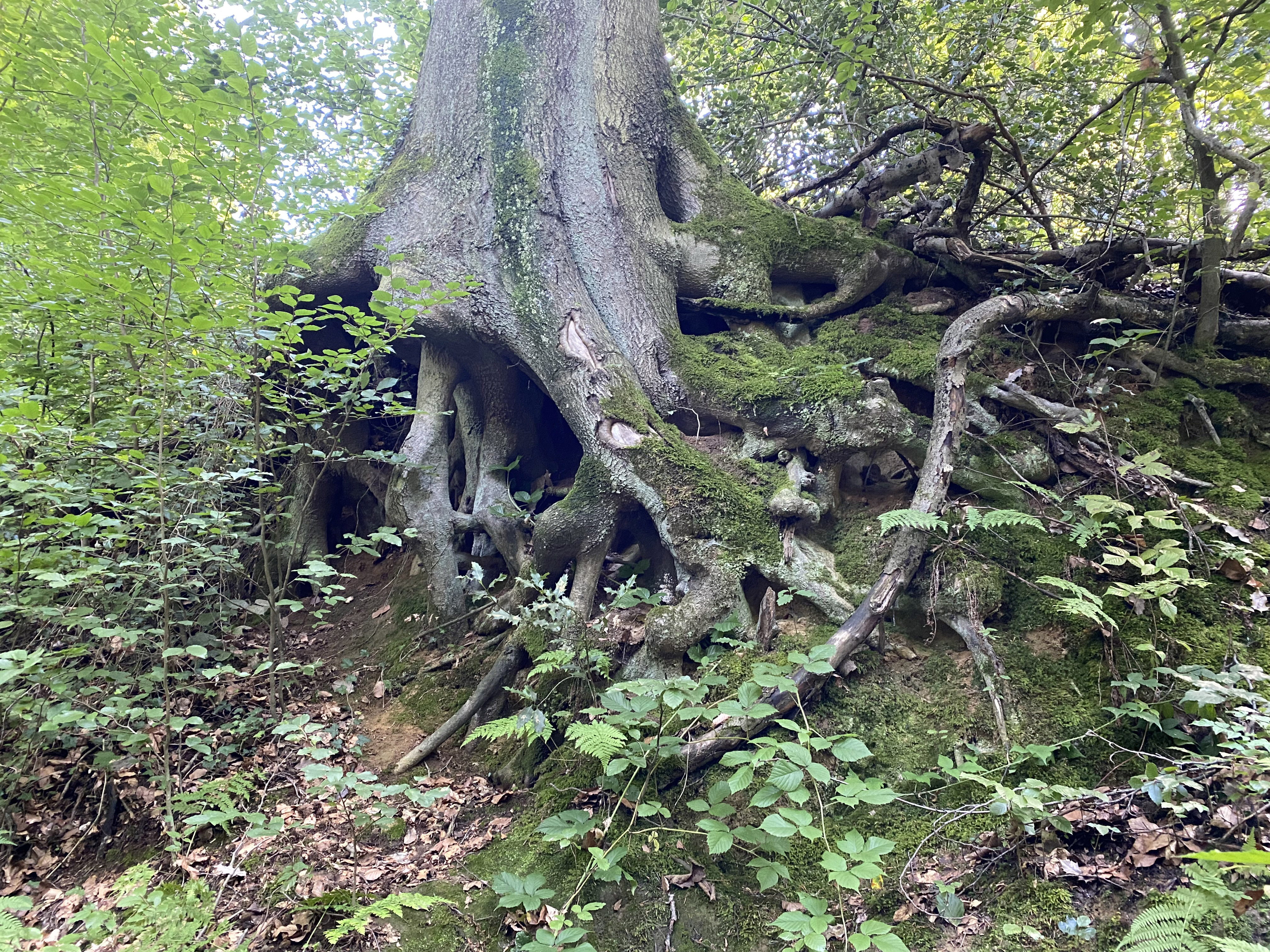
Versteckmöglichkeiten für Tiere
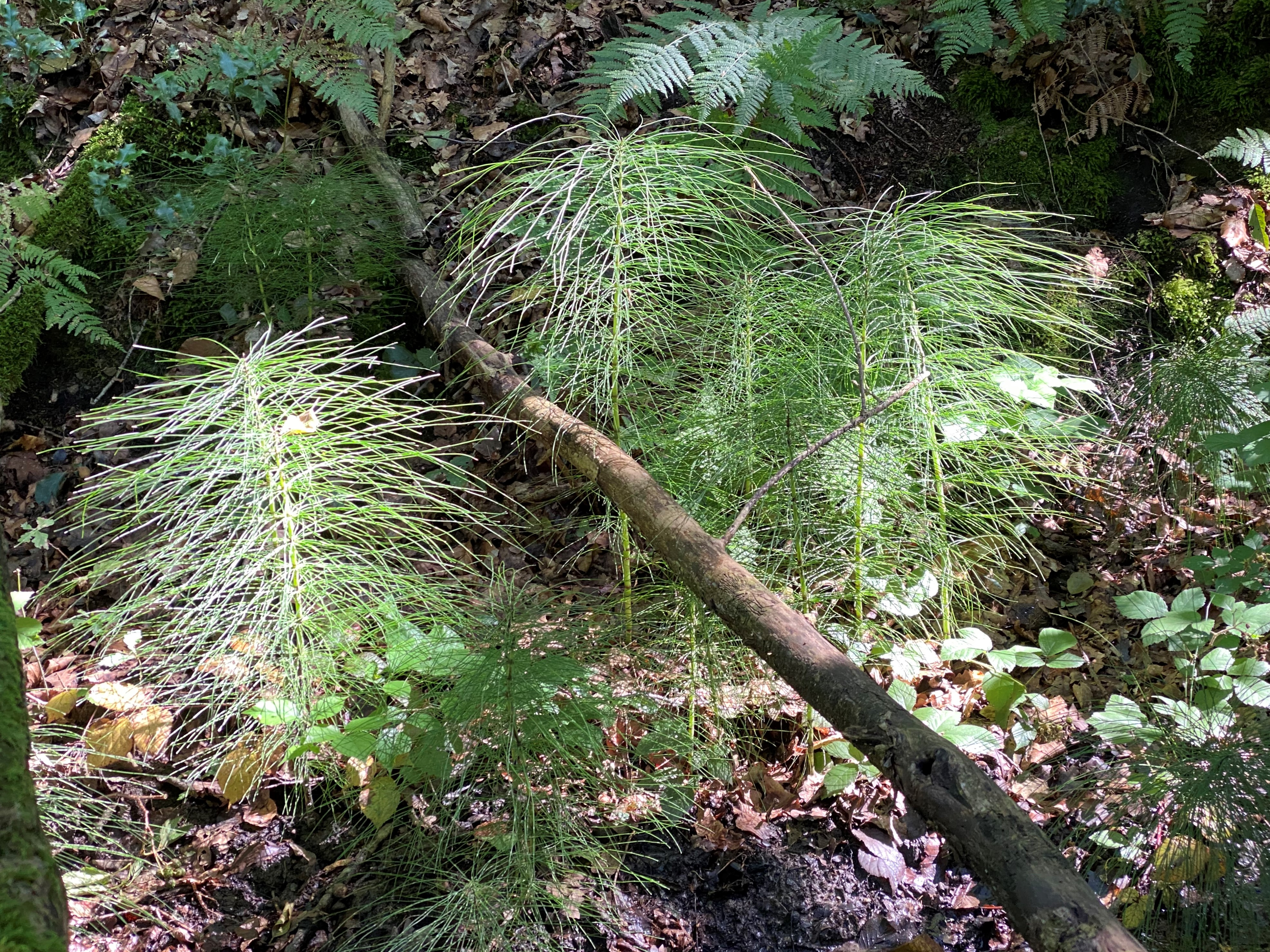
Rarität Riesen-Schachtelhalm – heimisch im Koppelsbachtal
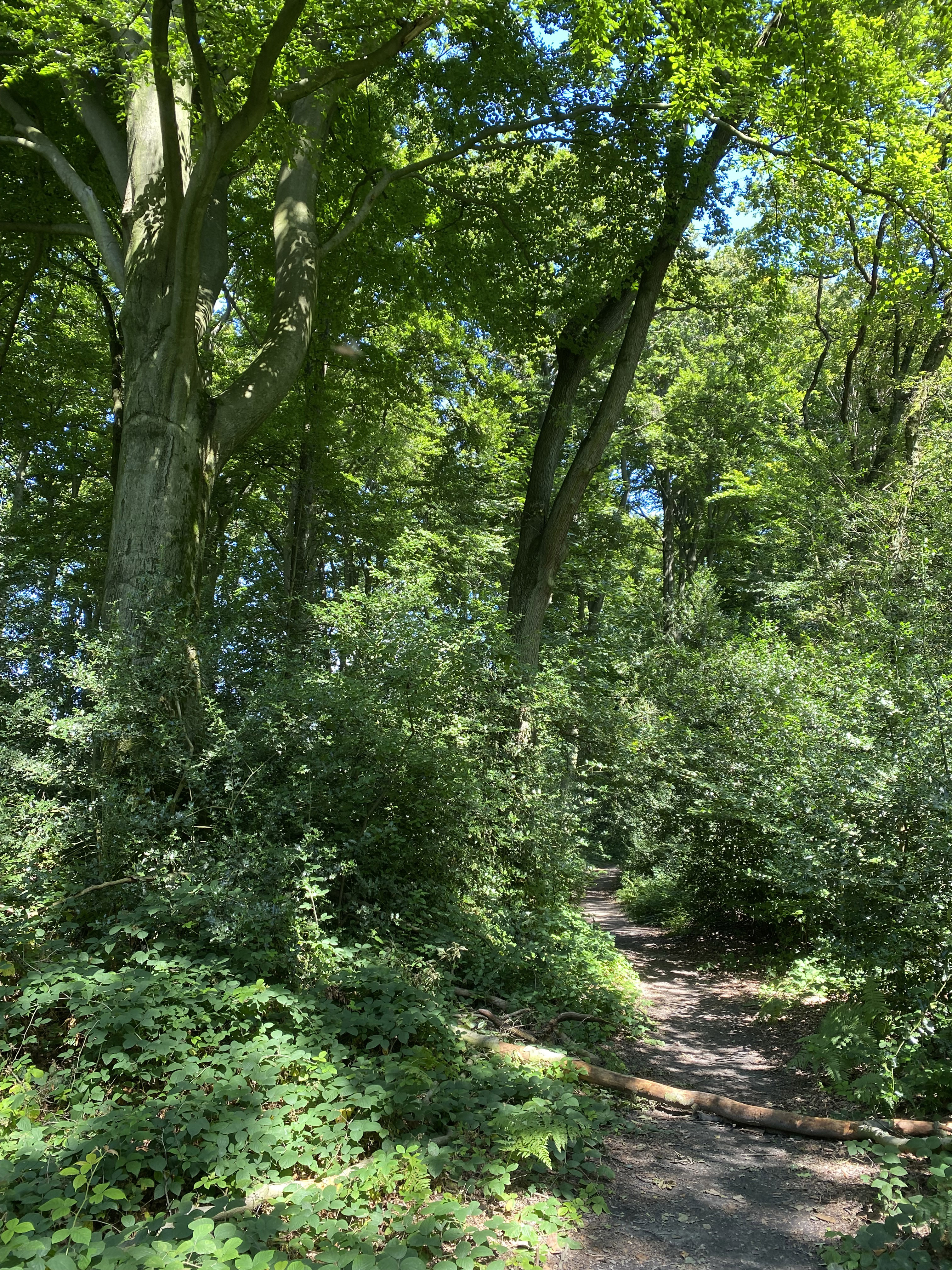
Wanderweg bei Kaiserhaus im Buchenwald mit Stechpalmen-Unterholz